# Specjalistyczny Szpital im. Stefana Batorego w Wałbrzychu
Specjalistyczny Szpital im. Stefana Batorego w Wałbrzychu (dawniej jako szpital Bracki, Szpital Górniczy, Szpital Miejski nr 2) – wieloprofilowa specjalistyczna placówka mieszczący się przy ulicy Stefana Batorego 4 w dzielnicy Śródmieście w Wałbrzychu. Zabudowa szpitala powstała już w 1908 roku, do 1945 roku był tu szpital. W tym samym roku powstała placówka szpitalna po zburzeniu szpitala przy ulicy Juliusza Słowackiego naprzeciw poczty głównej. Szpital im. Stefana Batorego był pierwszym polskim szpitalem w Wałbrzychu. Dawniej w administracji niemieckiej był to Szpital Górniczy, który sprawował również opiekę ogólnomiejską. Placówka jest po kompleksowym remoncie, dobrze wyposażona, pawilon pediatryczny jest wyposażony w specjalistyczny ambulans neonatologiczny (N) obsługujący teren dawnego województwa wałbrzyskiego. W szpitalu funkcjonują m.in. oddział wewnętrzny, pawilon pediatryczny z różnymi oddziałami, okulistyczny, otolaryngologiczny i rehabilitacyjny. Obecnie placówka jest przyłączona do Specjalistycznego Szpitala im. dra Alfreda Sokołowskiego.

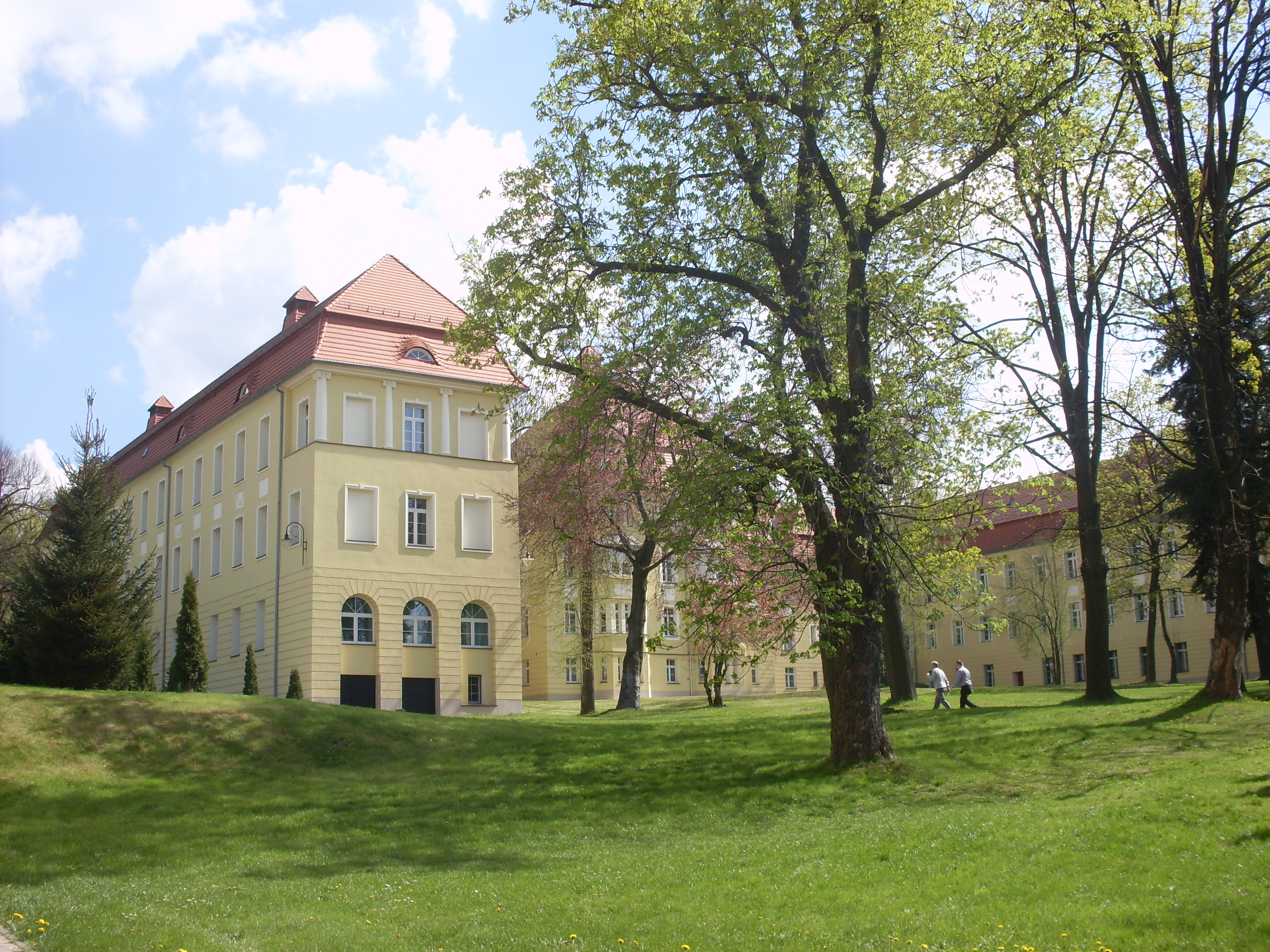
Wałbrzych szpital im. St. Batorego

## Opis
Szpital zlokalizowany jest w centrum miasta tworzy kompleks budynków szpitalnych:
- Gmach główny szpitala budynek jest dwupiętrowy, składa się z trzech skrzydeł tworzących łącznie plan litery "U"
- Gmach Specjalistyczny ZOZ nad Matką i Dzieckiem, prostokątny budynek z 1925 roku.
- Gmach Zamkniętego Ośrodka Psychiatrii, prostokątny trzykondygnacyjny budynek.
- Budynek dwupoziomowy z 1931 roku Otwartego Ośrodka Psychiatrii, dawniej mieścił się tutaj oddział neurologii.
- Budynek dwupoziomowego Oddział Chorób Zakaźnych dla Dorosłych (dawna Nowa Willa Treutlera) z 1873 roku, całkowicie przebudowana 1939 roku. Od 1 stycznia 2004 roku w budynku otwarto Oddział Chorób Zakaźnych dla Dorosłych, jest to drugi co do wielkości oddział w województwie[potrzebny przypis].
- Budynek dwupoziomowy Szpitalnej Poradni Zdrowia Psychicznego oraz Portierni
- Budynek kaplicy i kostnicy szpitala z około 1908 roku, budynek jest jednopiętrowy z werandą podpartą czterema kolumnami oraz schodkami i trzema bocznymi oknami nad oknami są kolejne trzy okrągłe okna, spadzisty dach z wieżyczką, nad werandą znajduje się półokrągła rozeta.

Budynki nieistniejące
- Dawna szpitalna kuchnia i jadalnia dla personelu oraz pralnia stylizowana na dworek, została wyburzona w 2005 roku.
- Willa nr 2 wyburzona 6–7 maja w 2011 roku, dawniej był to dom ordynatora kliniki chirurgicznej.

## Historia
Pierwszym dyrektorem polskiego szpitala został chirurg, dr Władysław Michale. Od 2005 roku szpital wchodzi w skład Specjalistycznego Szpitala im. dra Alfreda Sokołowskiego w Wałbrzychu przy ulicy dra Alfreda Sokołowskiego 4. Budynki szpitala powstały około 1900 roku i od samego początku były przeznaczone dla ośrodków medycznych.
W 1949 szpital funkcjonował jako Zakład Lecznictwa Pracowniczego, natomiast dopiero w 1951 roku zostaje samodzielną jednostką budżetową i otrzymał nazwę Szpital Miejski Nr 2 im. Wincentego Pstrowskiego. Około 1947 roku, po wyjechaniu wojsk radzieckich z Wałbrzycha, szpital zaczął się rozwijać, odzyskano część pawilonów szpitala, część oddziałów została przeniesiona, w tym cały oddział ginekologiczno-położniczy, do Powiatowego Szpitala w dzielnicy Gaj. W latach 1949–1950 dokonano zmian, ze względu na dużą liczbę zachorowań zakaźnych wśród dzieci, ze Szpitala miejskiego nr 2 przeniesiono oddział pediatryczny kierowany przez dr Stefanię Gleichgewicht z Warszawy do Szpitala Powiatowego na Gaju.
W latach 50. ubiegłego stulecia funkcjonowały takie oddziały jak:
- Oddziały chirurgiczne
- Oddziały wewnętrzne
- Oddział dziecięcy
- Oddział neurologiczny
- Oddział okulistyczny
- Oddział laryngologiczny
- Oddział dermatologiczny
- Oddział urologiczny
- Oddział urazowo-ortopedyczny
- Oddział chirurgii szczękowej

W 1951 roku była zlokalizowana Stacja Krwiodawstwa.